# Kompositionsgold

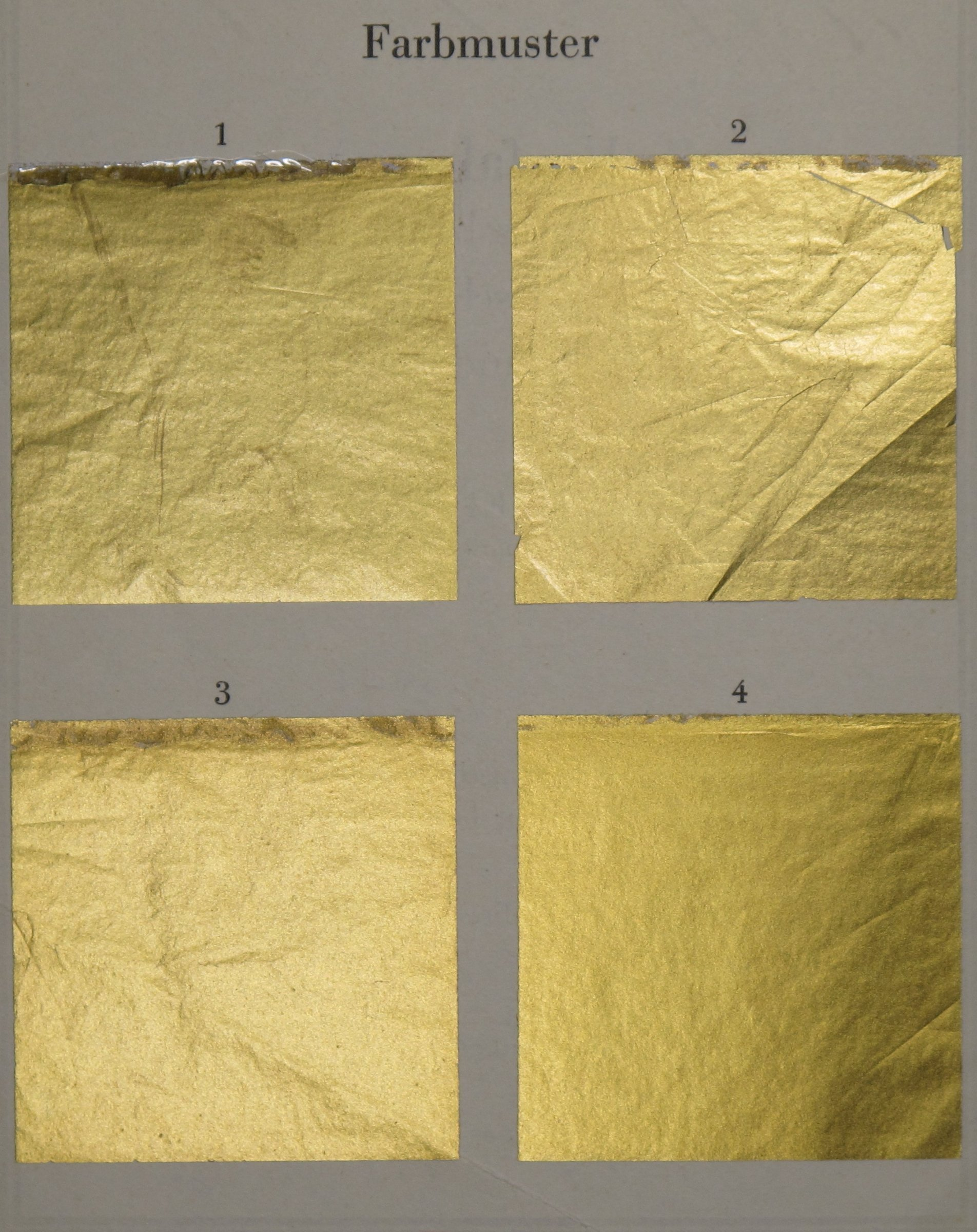
Farbmuster von Heyden-Gold, einem Markennamen eines Kompositionsgolds; aus: C. Beinroth: Verfahren zur Herstellung eines brauchbaren Ersatzes für Gold- und Silberschrift usw., Radebeul 1927

Als Kompositionsgold (auch Compositionsgold), Blattmetall, Schlagmetall, Franzgold, Pariser Gold oder unechtes Blattgold bezeichnet man hauchdünn ausgewalztes oder geschlagenes Messing oder Bronze, das als kostengünstiges Surrogat für echtes Blattgold verwendet wird, z. B. bei Schaufensterscheiben, Metallspielzeug oder für Bucheinbände.
Für Kompositionsgold wird Messing mit verschiedenen Mischungsverhältnissen verwendet; bei einem Zink-Anteil von etwa 15 % ist es aufgrund ähnlicher Farbe und Reflexion optisch kaum von echtem Gold zu unterscheiden. Das unedlere Kupfer-Zink-Gemisch ist jedoch sehr anfällig für Korrosion, welche durch UV-Strahlung und Temperaturschwankungen begünstigt wird. Dekorationen mit Kompositionsgold müssen daher durch eine sauerstoffundurchlässige Untergrund- und Überzuglasur geschützt werden, deren Eigenreflexion die Goldanmutung stört.
Kompositionsgold ist etwa viermal dicker als Blattgold; dadurch ist es zwar etwas reißfester und für Bastler leichter zu handhaben, passt sich aber weniger gut an feine Ornamente und die Mikrostruktur der Oberfläche (z. B. Holz) an. Die durch die Oxidation entstehende Patina kann je nach Einsatzzweck durchaus ein gewünschter künstlerischer Effekt sein.
Im 19. Jahrhundert wurde verschiedene Arten von Kompositionsgold in unterschiedlichen Zusammensetzungen z. B. unter dem Namen einer Firma oder Erfinders angeboten. Beispiele: Heyden-Gold, Oeser-Bronze.
Heute wird Kompositionsgold im Bastelgeschäft meist in quadratischen Büchlein à 25 Blatt angeboten.